# David Hixon
David Hixon (Andover, 3 dicembre 1952) è un allenatore di pallacanestro statunitense.
Ha guidato l'Amherst College dal 1977 al 2020. Nel 2023 è stato inserito fra i membri del Naismith Memorial Basketball Hall of Fame.
È il padre del tuffatore Michael. 